# Chiasmognathus gussakovskii
Chiasmognathus gussakovskii – gatunek błonkówki z rodziny pszczołowatych.

## Zasięg występowania
Azja Środkowa, znany z Kirgistanu oraz Tadżykistanu.

## Biologia i ekologia
Żywiciele nie są znani.